# Landolphia myrtifolia
Landolphia myrtifolia là một loài thực vật có hoa trong họ La bố ma. Loài này được (Poir.) Markgr. mô tả khoa học đầu tiên năm 1972.